# Tomice (Chéquia)
Tomice é uma comuna checa localizada na região da Boêmia Central, distrito de Benešov.